# なでしこリーグ準加盟制度
なでしこリーグ準加盟制度（なでしこリーグじゅんかめいせいど）は、日本女子サッカーリーグ（なでしこリーグ）で、2010年度より採用されているなでしこリーグ傘下のチャレンジリーグに属するクラブを対象とした制度である。

## 仕組み
2006年から2009年までのLリーグ（なでしこリーグ）では、1部（L1）の最下位と2部（L2）の優勝チームが自動入れ替え、1部の最下位の次に成績の悪かったチームと2部の2位が入れ替え戦を行うという方式を採用していたが、2010年度から、Jリーグ準加盟制度に倣い主催者が提示した次の条件を満たすか、それに準じる形で今後なでしこリーグへの加盟意思を示すチャレンジリーグ所属クラブを対象になでしこリーグへの昇格権利を与える形を取り入れた。
この制度により、チャレンジリーグの成績上位クラブで準加盟が入った場合にはなでしこリーグへの昇格、または入れ替え戦進出の権利が与えられるようになった。この準加盟資格を持っていないクラブは成績面の昇格条件を満たしても、なでしこリーグへ昇格することは出来ない。なお昇格決定のレギュレーションは年度により異なっているので、それぞれの年度のリーグ戦試合方式を参照されたい。
なお、2015年からなでしこリーグは3部制を敷き、チャレンジリーグ（3部）のクラブが、2部リーグ以上へ昇格する場合は、「なでしこリーグガイドライン」と呼ばれるJリーグクラブライセンス制度に準じた制度を受ける意思があるクラブに限定することになり、かつ、1部リーグ昇格の場合は、「サッカー活動に専念できる者（事実上のプロ選手）3人以上保有」「15歳以下のアカデミー（育成型）チームを編成する」などの条件を満たす必要がある。

## 準加盟申請規定
なでしこリーグ準加盟規程第2条「準加盟の条件」に次が挙げられている。
- 将来なでしこリーグへの加盟を目指す意思を持つチームであること
- なでしこリーグのホームゲームを一定試合数、チームのホームタウン（所在地）にあるスタジアムで行うこと
- そのホームタウンのスタジアムがリーグの開催規約の基準に適しているものであること
- 新規にチャレンジリーグへ参加する場合、その後の1年間の活動状況が、なでしこリーグ規約第22条に基づいて充分な運営基盤と判断され、その上で次年度のチャレンジリーグに所属していること

## 準加盟制度適用クラブ（2014年度）
- スフィーダ世田谷FC - 2011年に準加盟承認[3]
- AC長野パルセイロ・レディース
- 静岡産業大学磐田ボニータ
- バニーズ京都SC
- スペランツァFC大阪高槻 - 2009年度入れ替え戦で敗退しチャレンジリーグ降格。2011年度チャレンジリーグウェストディビジョンにおいて2位に入り、当時の規程である「なでしこリーグ準加盟チームがチャレンジリーグ各地区上位2位までに入り、なおかつそれぞれの地区の準加盟最上位チームが入れ替え戦出場チーム決定戦へ出場できる」で唯一この規程を満たしたこと（イーストディビジョンの該当チームはなし）と、東電マリーゼが2011年度のリーグ戦出場を辞退したことによる欠員補充により、入れ替え戦なしで自動的になでしこリーグ昇格が決まったが、2013年のなでしこリーグで最下位となり2014年はチャレンジリーグへ降格
- 愛媛FCレディース - 2013年に準加盟承認[2]
- 福岡J・アンクラス - 2012年になでしこリーグから降格

## 過去の準加盟クラブ

### なでしこリーグへ昇格したクラブ
- ベガルタ仙台レディース - 元東電マリーゼ。2011年は東日本大震災のため出場辞退。その後チーム全体の移籍を前提とした受け皿企業を探し、ベガルタ仙台が受け入れることになった。この際リーグ規程により2012年はチャレンジリーグ降格となり、同年チャレンジリーグで優勝しなでしこリーグ昇格。
- FC高梁吉備国際大学Charme - 2011年に準加盟承認[3]。2012年チャレンジリーグ2位。その後の入れ替え戦でASエルフェン狭山FC（なでしこリーグ11位）との入れ替え戦に勝利し、なでしこリーグ昇格。
- ASエルフェン狭山FC - 2012年になでしこリーグ入れ替え戦でFC高梁吉備国際大学Charmeに敗れたためチャレンジリーグに降格。2013年チャレンジリーグ2位[注釈 1] により、2014年からなでしこリーグ復帰。

1. ↑  1位の常盤木学園高校が準加盟資格を持っていないため、自動昇格。

### チャレンジリーグから降格したクラブ
- 清水第八プレアデス - 2010年に入れ替え戦に敗れ東海リーグへ降格。2012年にチャレンジリーグに再昇格（ただし2013年シーズン開始時点では準加盟となっていない[2]）。
- 益城ルネサンス熊本フットボールクラブ - 2010年に入れ替え戦に敗れ九州リーグへ降格。
- ノルディーア北海道 - 2011年準加盟承認[4]、同年に入れ替え戦に敗れ北海道リーグへ降格。2014年に翌年からの3部制導入に伴うチャレンジリーグ参入チーム決定戦に出場し、2015年からチャレンジリーグに再昇格。
- ジュ ブリーレ鹿児島 - 2013年に入れ替え戦に敗れ九州リーグへ降格。

## 準加盟制度申請中のクラブ
（不明）

### 過去に準加盟制度申請中であったクラブ
- アギラス神戸
  - 2011年までチャレンジリーグに在籍。準加盟申請をしたものの承認されないまま、予算難やチーム事情により2012年は自主撤退となった。その後は運営規模を縮小し、関西女子サッカーリーグ3部で「アルベロ神戸」として活動を続けている。